# Monalisa Perrone
Monalisa Perrone, née le 12 novembre 1969 à São Paulo, est une journaliste brésilienne pour le réseau télévisé. 
Il a travaillé à la radio Jovem Pan et Bandeirantes, et depuis 1999, est de TV Globo, statuant dans un premier temps comme journaliste, puis présentateur toute Bom Dia Sao Paulo et SPTV. Après une longue carrière en tant que journaliste a remporté un programme journalistique dans la délivrance des laissez-passer pour aller à l'air le 1er décembre 2014 intitulée Hora Um da Notícia, affiché à partir de 5h du matin.
Ne voulant pas agir dans les premières heures, il s'est désengagé de Globo et s'est installé avec CNN Brésil,.